# THE TWISTARS
THE TWISTARSは、日本の音楽バンド。ヒョウタンレコード所属。

## メンバー
- 川畑アキラ（ボーカル、三線）
- 玉井伸也（ボーカル、アコースティック・ギター）
- 相馬圭二（コーラス、ギター）
- 川畑usi智史（ドラム）
- 知久真明（ベース）

## 元メンバー
- 北林裕章（ベース）
- 三好貴宏（ドラム）

## 概要
1992年結成。『THE TWISTARS』～ザ・ツイスターズ～(活動期間1992年～1997年)
ザ・コブラツイスターズの前身となったバンド。
玉井伸也は1996年脱退後、タマ伸也としてワハハ本舗所属コミックバンド『ポカスカジャン』に加入。
川畑アキラと相馬圭二は1999年『ザ・コブラツイスターズ』としてメジャーデビューする。
2008年3月13日、「ザ・コブラツイスターズ」解散に伴い12年ぶりに結集して一夜限りの復活LIVEを決行。
これを機に、過去音源がシングルとして連続リリースされる。
2009年7月18日、過去音源と新録を含めたフルアルバムをリリース。
2011年 川畑アキラ実弟、川畑usi智史がドラマーとして加入。
2015年 知久真明がベースとして加入。
2016年1月23日、7年振りとなるコンセプトミニアルバムをリリース。
年に１度、お祭りバンドとしてライブ活動を継続。

## ディスコグラフィー

### シングル
- 正調ワッショイ節/氷鏡の空（2008年10月24日）
- 漕げよ浮き舟（2009年1月24日）

### アルバム
- 亜!（2009年7月18日）
- ラストサバニ（2016年1月23日）